# Shergarh (Uttar Pradesh)
Shergarh – miasto w północnych Indiach w stanie Uttar Pradesh, na Nizinie Hindustańskiej.
Populacja miasta w 2001 roku wynosiła 12 651 mieszkańców.